# Протасовский сельский округ (Московская область)
Протасовский сельский округ — упразднённая административно-территориальная единица, существовавшая на территории Мытищинского района Московской области в 1994—2006 годах.
Протасовский сельсовет был образован 23 ноября 1925 года в состав Трудовой волости Московского уезда Московской губернии путём выделения из Ивановского с/с.
В 1926 году Протасовский с/с включал 1 населённый пункт — деревню Протасово.
В 1929 году Протасовский с/с был отнесён к Коммунистическому району Московского округа Московской области.
27 февраля 1935 года Протасовский с/с был передан в Дмитровский район.
17 июля 1939 года к Протасовскому с/с были присоединены Больше-Ивановский с/с (селения Большое Ивановское и Муракино), Долгинихинский сельсовет (селения Бяконтово, Долгиниха, Канаиха, Поседкино и Рождествено), а также селение Голенищево упразднённого Селевкинского с/с.
14 июня 1954 года к Протасовскому с/с был присоединён Игнатовский с/с.
27 августа 1958 года из Протасовского с/с в Кузяевский с/с были переданы селения Андреиха, Игнатово, Морозово, Пчелка, Селевкино-Карцево и Селевкино-Юрьево.
28 июля 1960 года Протасовский с/с был передан в Мытищинский район.
1 февраля 1963 года Мытищинский район был упразднён и Протасовский с/с вошёл в Мытищинский сельский район. 11 января 1965 года Протасовский с/с был передан в восстановленный Мытищинский район.
3 февраля 1994 года Протасовский с/с был преобразован в Протасовский сельский округ.
В ходе муниципальной реформы 2004—2005 годов Протасовский сельский округ прекратил своё существование как муниципальная единица. При этом все его населённые пункты были переданы в сельское поселение Федоскинское.
29 ноября 2006 года Протасовский сельский округ исключён из учётных данных административно-территориальных и территориальных единиц Московской области.